# Ralph Wright (calciatore)
Ralph Wright (Newcastle upon Tyne, 3 agosto 1947 – 7 giugno 2020) è stato un calciatore inglese, di ruolo centrocampista o difensore.

## Carriera
Inizia la carriera nei semiprofessionisti dello Spennymoor Utd per poi nel 1968 trasferirsi al Norwich City, club della seconda divisione inglese, con cui rimane in rosa per l'intera stagione 1968-1969 senza però disputare nessuna partita di campionato; fa il suo esordio vero e proprio nella Football League l'anno seguente, in cui segna una rete in 14 presenze nella quarta divisione inglese con il Bradford PA. Vista la non rielezione del club nella Football League per la stagione 1970-1971, in questa annata gioca invece all'Hartlepool Utd, con cui mette a segno 3 reti in 24 presenze sempre in quarta divisione, categoria nella quale milita anche nella stagione 1971-1972 con lo Stockport County, che dopo 21 presenze lo cede però a stagione in corso al Bolton, club con il quale Wright esordisce in terza divisione. Inizia poi la stagione 1972-1973 con un breve periodo in prestito al Southport (6 presenze ed una rete in quarta divisione) per poi tornare al Bolton, con cui conclude l'annata con la vittoria del campionato (e con la conseguente promozione in seconda divisione). Dopo 32 presenze e 5 reti con i Trotters si trasferisce ai N.Y. Cosmos, con cui nel 1973 segna un gol in 13 presenze nella NASL. Torna quindi in patria, dove trascorre una stagione giocando da titolare in quarta divisione con il Southport (37 presenze e 2 reti), terminata la quale torna nuovamente nella NASL: prima tra il 1974 ed il 1976 segna 2 reti in 52 presenze nei Miami Toros (venendo tra l'altro nominato tra i NASL All-Stars sia nel 1974 che nel 1975), per poi sempre nel 1976 giocare anche 5 partite con i Dallas Tornado. Nel 1976 torna infine allo Spennymoor United, dove chiude la carriera.
In carriera ha totalizzato complessivamente 144 presenze e 12 reti nei campionati della Football League (tutte fra terza e quarta divisione) e 72 presenze e 6 reti nella NASL.

## Palmarès

### Club

#### Competizioni nazionali
- Third Division: 1

Bolton: 1972-1973

#### Competizioni regionali
- Northern Football League: 2

Spennymoor United: 1967-1968, 1976-1977